# 煙色絢鯰
煙色絢鯰，為輻鰭魚綱鯰形目鯰科的其中一種，為熱帶淡水魚，被IUCN列為易危保育類動物，分布於亞洲馬來半島及婆羅洲北部淡水及半鹹水流域，體長可達15公分，棲息在底層水域，以昆蟲及小魚為食，生活習性不明，受到人為開發而遭受威脅。

## 扩展阅读
維基物種上的相關：煙色絢鯰